# Вірус (фільм, 1999)
«Вірус» (англ. Virus) — американський науково-фантастичний фільм жаху 1999 року режисера Джона Бруно. У ролях: Джеймі Лі Кертіс, Вільям Болдуін і Дональд Сазерленд, фільм заснований на коміксах від «Dark Horse Comics» з однойменною назвою Чака Пфарера.
Команда невеликого буксира знаходить безлюдне російське науково-дослідне судно. Сподіваючись на винагороду, екіпаж вирішує відбуксирувати судно в найближчий порт. Але на ньому виявляється чужопланетна форма життя, що постійно розвивається і люди для неї — лише запчастини.

## Синопсис
Російський морський корабель «Академік Владислав Волков» виходить на зв'язок зі станцією «Мир». Під час сеансу зв'язку сяйливий об'єкт стикається зі станцією, космонавти гинуть від розрядів. Слідом розряди влучають у корабель і техніка на борту входить з-під контролю.
За якийсь час команда невеликого американського корабля «Морська Зірка» буксирує баржу з деревиною. Судно потрапляє в тайфун, де губить увесь вантаж. Екіпаж проте натрапляє на «Академіка Владислава Волкова». Капітан Евертон, який уже думав застрелитися (бо вантаж не був застрахований), повідомляє команді, що за морськими законами судно, покинуте в нейтральних водах, може бути відбуксироване в найближчий порт і російський уряд буде зобов'язаний виплатити за це винагороду. Коли вдається ввімкнути живлення, екіпаж кидає якір, що влучає в «Морську зірку» та топить її. Матрос Гіко мало не гине, його рятує інженер Стів і доставляє у медчастину. Потім Стів каже Сквікі замкнути двері в машинне відділення. Та щось нападає на Сквікі, коли він залазить у трубу, помітивши там рух.
На судні проте виявляється єдина вціліла — Надя Виноградова. Спочатку вона атакує екіпаж «Морської зірки», а потім розповідає що сталося з її колегами, хоча їй ніхто не вірить, окрім колишньої офіцера Фостер. Надя розповідає як зі станції «Мир» вісім днів тому прибула невідома сутність, яка заразила комп'ютери корабля, вбила більшість екіпажу газом, а потім почала створювати кіборгів, комбінуючи механізми та частини людських тіл.
Вудса і Мейсон знаходять склад зі зброєю та лабораторію корабля, в яких працюють дрібні роботи. Один із них ранить Вудса шурупами, а його товариша — свердлом. Потім з'являється невідомий чоловік і відкриває вогонь по них. Обоє, ухилившись від пострілів, зв'язуються зі Стівом по рації і попереджають його про загрозу.
Стів добирається до машинного відділення, за ним ідуть інші, але двері у відділення виявляються заварені. Коли до Стіва приєднуються Вудс і Мейсон, їх наздоганяє кіборг і відкриває вогонь, але його вдається знешкодити, перерізавши дроти. В рубці збирається екіпаж, туди приносять тіло кіборга, в якому Надя впізнає свого чоловіка та капітана судна. Під час огляду тіла істота на мить оживає і її добивають. Наближається шторм, тож команда вирушає в машинне відділення для зміни курсу корабля. За дверима лунає стукіт і Стів, дивлячись у вічко, впізнає Сквікі. Але той виявляється вже перетвореним на кіборга. Старпома Вудса невдовзі вбиває робот. Екіпажу вдається втекти та забарикадуватися у радіорубці.
Мейсону вдається відновити радіозв'язок і послати сигнал лиха, але Евертон заявляє, що тепер він розпорядиться кораблем на свій розсуд, і стріляє з дробовика в обладнання. Фостер приголомшує його та звільняє Надю, яку перед тим зв'язали. Команда встановлює через комп'ютер зв'язок з невідомою формою життя, яка повідомляє, що вважає людство вірусом та потребує нервів як запчастин. Евертон пропонує домовитись із істотою, поки Мейсон зникає. Інші вирішують знеструмити головний комп'ютер і затопити судно. Евертон потай укладає з істотою угоду: він доставить судно куди потрібно, а за це істота перетворить його на кіборга. Коли команда готує підірвати судно, Евертон, уже ставши кіборгом, намагається їй завадити і гине від вибуху гранати.
Під час закладення вибухівки Надю та Стіва приголомшує робот, а Фостер потрапляє в полон, де роботи її допитують, застосовуючи електрошок. Стів і Надя, отямившись, розстрілюють робота і до них приєднується Мейсон. Фостер звільняють, але робот обрушує металоконструкцію, важко поранивши Мейсона. Надя і Фостер одягають рятувальні жилети, а вцілілий Стів, не зумівши витягнути Мейсона з-під завалів, просувається до ракетної установки з вибухівкою. Надя наполягає перевірити чи не лишилося на судні роботів. Один робот наздоганяє їх і виводить із ладу детонатор. Надя вимагає, щоб Фостер тікала сама. Робот потім пронизує Наді плече, вимагаючи видати місця встановлення решти детонаторів. Надя, жертвуючи собою, вистрілює в газовий балон із сигнального пістолета, газ вибухає, та робот не зазнає суттєвої шкоди. Стів і Фостер підривають судно, рятуючись на катапульті. Вибух помічають на судні ВМС США.
Двох уцілілих забирає гелікоптер. Фостер ввижається спотворений Гіко, але за мить вона отямлюється в гелікоптері. Стів заспокоює її словами, що все скінчилося.

## Ролі
| Актор              | Персонаж               |
| ------------------ | ---------------------- |
| Джеймі Лі Кертіс   | Келлі «Кіт» Фостер     |
| Вільям Болдуін     | Стів Бейкер            |
| Дональд Сазерленд  | Капітан Роберт Евертон |
| Йоанна Пакула      | Надя Віноградова       |
| Шерман Огастес     | Річі Мейсон            |
| Маршалл Белл       | Дж. В. Вудс            |
| Кліфф Кертіс       | Гіко                   |
| Джулі Оскар Мехосо | Сквікі                 |

## Виробництво
Актор Дональд Сазерленд провів шість годин у кріслі гримера, щоб бути перетвореним на кіборга. Проте Сазерленд хотів зіграти всі сцени, які вимагали спеціального макіяжу, в один день, тому йому не довелося постійно відчувати цей процес.
У російському кінопрокаті вся російська мова у вступній сцені була повністю дубльована тією ж російською мовою. Джоанна Пакула розмовляє російською з помітним акцентом.
Фільм створений для випуску влітку 1998 р. Проте, урешті-решт, реліз перенесли до січня 1999 р.
Джон Бруно збирався почати роботу над візуальними ефектами для х/ф «Титанік» (1997), коли йому надійшла пропозиція режисувати цей проєкт.

## Сприйняття
Фільм отримав погані відгуки критиків. На підставі 44 відгуків, фільм набрав 12%-ий рейтинг на Rotten Tomatoes.Оцінка на сайті IMDb — 5/10. «Вірус» провалився у прокаті, касові збори склали $30,7 млн у порівнянні з бюджетом у понад $75 млн.
Роджер Еберт відгукнувся, що «„Вірус“ — більш-менш той же фільм, що й „Глибинний підйом“, який вийшов роком раніше». Обидва про покинутий корабель, на якому виявляється чудовисько і люди багато бігають у спробах його знищити. Фільм повен нелогічностей і має погані спецефекти. Космічний вірус більшість часу відводить на метушню та видання погрозливих заяв. Останні пів години дія відбувається в темряві, де тільки лунають крики та з'являються частини тіл.
Згідно з Лоуренсом Ґелдером із The New York Times, фільм дуже передбачуваний і надто неоригінальний. Режисер, який працював над «Титаніком» і «Термінатором 2», принаймні зробив спецефекти достатньо швидкими, щоб утримати увагу глядачів.

## Супутня продукція
Virus: It Is Aware — відеогра 1999 року, екшн-горор для PlayStation, виданий виключно в європейському регіоні. Сюжет створено за мотивами фільму та коміксу. Події охоплюють корабель «Електра», заражений космічним вірусом, і порт, у який кораблю вдалося прибути. Головна героїня — поліціянтка Джоан, яка прибуває розслідувати дивні повідомлення з околиць.